# Гийом, Дидье
Дидье́ Гийо́м (фр. Didier Guillaume; 11 мая 1959, Бур-де-Пеаж — 17 января 2025, Ницца) — французский политик, государственный министр Монако со 2 сентября 2024 года по 17 января 2025 года, лидер фракции Социалистической партии в Сенате (2014—2018), министр сельского хозяйства и продовольствия (2018—2020).

## Биография
В 1981 году начал карьеру в должности финансового инспектора, в 1983 году избран в муниципальный совет своего родного города Бур-де-Пеажа, с 1986 по 1994 год являлся секретарём отделения Социалистической партии в департаменте Дром, с 1992 по 1998 год — депутат регионального совета Рона — Альпы, в 1994—1995 и в 1997—2003 годах — национальный секретарь Соцпартии, в 1998 году избран в генеральный совет департамента Дром.
В 1995—2004 годах являлся мэром Бур-де-Пеажа, в 2004 году избран председателем генерального совета департамента Дром, состоял советником министра сельского хозяйства Франции Жана Главани. 21 сентября 2008 года избран в Сенат Франции.

### В Сенате Франции
15 апреля 2014 года избран председателем социалистической фракции Сената, одержав во внутрипартийной борьбе верх над такими сильными соперниками, как верный последователь Мануэля Вальса Люк Карвунас и сторонница Франсуа Олланда Фредерика Эспаньяк. В финальном голосовании заручился поддержкой 84 сенаторов-социалистов против 23, отдавших предпочтение сенатору от Ньевра Гаэтану Горсу.
5 января 2015 года объявил, что не намерен выставлять свою кандидатуру на предстоявших в марте 2015 года выборах в совет департамента Дром, и 2 апреля 2015 года его преемником в кресле председателя совета стал Патрик Лабон.
16 января 2018 года объявил об отставке с поста лидера социалистической фракции Сената и об уходе из политики (22 января новым лидером фракции был избран Патрик Канне).

### Работа во французском правительстве
16 октября 2018 года в результате серии перестановок во втором правительстве Филиппа получил портфель министра сельского хозяйства.
7 декабря 2019 года объявил о намерении выставить свою кандидатуру на следующих муниципальных выборах в Биаррице. Этот шаг привлёк внимание общественности, поскольку другой член действующего кабинета — государственный секретарь при министре связей с Евросоюзом и иностранных дел Жан-Батист Лемуан намеревался противостоять своему коллеге, войдя в список правящей партии «Вперёд, Республика!». В январе 2020 года Гийом и Лемуан по требованию президента Макрона сняли свои кандидатуры с выборов.
6 июля 2020 года при формировании правительства Кастекса исключён из состава Кабинета, в котором портфель министра сельского хозяйства получил Жюльен Денорманди.

### Во главе правительства Монако
10 июня 2024 года Дидье Гийом был объявлен новым государственным министром Монако, 2 сентября он сменил своего предшественника Пьера Дарту и вступил в должность на четырёхлетний срок.

## Личная жизнь и смерть
Гийом женился на Беатрис Фресенон-Гийом в ратуше Монако 21 декабря 2024 года.
Дидье Гийом умер 17 января 2025 года в Ницце в возрасте 65 лет после того, как 10 января был госпитализирован в связи с болезнью.